# Acraea interrupta
Acraea interrupta är en fjärilsart som beskrevs av Friedrich Thurau 1903. Acraea interrupta ingår i släktet Acraea och familjen praktfjärilar. Inga underarter finns listade i Catalogue of Life.